# Pablo Andrés Escapa
Pablo Andrés Escapa (Villaseca de Laciana, León, 1964) es un escritor español. 
Se licenció en Filología Clásica por la Universidad de Salamanca y actualmente es bibliotecario de la Real Biblioteca del Palacio Real de Madrid, donde ejerce como responsable de Publicaciones y Acceso a la Investigación, coordinando la publicación de un boletín cuatrimestral, Avisos.

## Obra literaria
La obra que le dio a conocer al público fue Las elipsis del cronista (2003). Se trata de un libro singular de aparente anacronismo rural. El hilo conductor, de un total de diez cuentos, es una disputa dialéctica entre el joven secretario de ayuntamiento Gistredo y el juez de San Bartolomé de Babia, un trasunto literario de la comarca de Babia en la montaña Noroccidental de León. Esta ópera prima obtuvo el reconocimiento de otros escritores leoneses como Antonio Pereira y Julio Llamazares. La crítica especializada destacó su "potencia de lenguaje, esmero en la construcción, conocimiento de cosas y de personas, formación literaria, humor y capacidad de sentir". Desde esta primera obra se advierte que el género favorito de Pablo Andrés Escapa es el cuento porque, según el autor, se trata de una escritura que: permite dar una capacidad simbólica al relato, usar un lenguaje metafórico, que no preciosista, y experimentar.
El segundo libro de Escapa fue Voces de humo (2007). Esta obra reúne una colección de relatos fabulados sobre el ferrocarril minero Ponferrada-Villablino, atravesando el valle del Sil. El libro se divide en cuatro partes encabezadas por versos de Antonio Pereira. Los episodios transcurren entre 1918, año de la construcción del ferrocarril minero, y la década de 1980, que supuso el final de sus días. El espacio físico, el río Sil, el tren, el carbón y las relaciones que entabla el hombre (tanto con sus semejantes como con la naturaleza) son los verdaderos protagonistas de estos cuentos. La mayoría son relatos de atmósfera, es decir, el autor hace visible para el lector todo aquello (sonidos, olores, sensaciones...) que rodea a los personajes.
Participó como cuentista en las antologías Siglo XXI. Los nuevos nombres del cuento español actual (2010), en la que contribuye con una evocación poética de la despedida de un maestro, Pequeñas resistencias 5 (2010), donde figura con el cuento «Blue eyes of Alabama», y Tardes de Año Nuevo (2023), con el relato «Lágrimas»..
En el año 2011 publicó Gran Circo Mundial, siendo esta su primera incursión en la novela, una obra breve que emplea técnicas narrativas de carácter cinematográfico, para enfrentar dos mundos opuestos obligados a convivir durante unos días: un pueblo de la meseta castellana y un circo de origen francés. También relacionada con el mundo del cine se encuentra Cercano Oeste (2012), donde ofrece una versión muy personal del Western, así como de la pervivencia de su iconografía y discurso ético en nuestra realidad, en su caso el «Oeste» de su infancia entre Laciana y Babia.
En el año 2014 publicó Mientras nieva sobre el mar, premio Sintagma 2014. En este corpus de catorce relatos destaca La nieve de Londres, donde aparece como personaje Diego Sarmiento de Acuña, embajador de Felipe III, sobre el que el autor ha podido fabular basándose en los ricos fondos documentales que se conservan en la Real Biblioteca del Palacio Real de Madrid. El hilo conductor del resto de los cuentos es, por un lado, el mar y la nieve y, por otro, el candor o la ingenuidad. Temáticamente, los relatos de este libro pueden agruparse en torno a la emigración y la Navidad; común a todos estos cuentos es la presencia de lo maravilloso como un elementos más de la realidad. También aquí son fundamentales la atmósfera y el paisaje que rodea a los personajes, aunque en este caso no es posible identificarlo con un espacio geográfico concreto.
El propio autor considera que la voluntad común de toda su obra es trascender los hechos a través de una concepción simbólica del relato y una utilización metafórica del lenguaje. También destaca el hecho de que todos sus relatos transcurran en el mundo rural, así como la influencia de la tradición oral leonesa conocida como filandón, al lado de una importante influencia literaria reconocida por el propio autor, de sus "paisanos" Antonio Pereira y Luis Mateo Díez, además de Álvaro Cunqueiro, Rafael Dieste, Eduardo Blanco Amor y, de fondo, el magisterio de Pío Baroja y Miguel de Cervantes.
Por último, cabría destacar como una faceta complementaria de sus escrituras también sus numerosos artículos académicos en diversos medios especializados, como el Boletín de la Real Academia, Centro Virtual Cervantes, Instituto de Historia del Libro y de la Lectura, así como una serie de artículos de cine aparecidos en la revista Nickel Odeon.

## Obra

### Obra literaria
- Las elipsis del cronista (Páginas de Espuma: 2003) ISBN 84-95642-32-8
- Voces de humo (Página de Espuma: 2007) ISBN 978-84-95642-80-6
- Gran Circo Mundial (Ediciones del Viento: 2011) ISBN 978-84-96964-94-5
- Cercano Oeste (Asociación Cultural "La Armonía de las Letras": 2012) ISBN 978-84-615-6584-9
- Mientras nieva sobre el mar (Páginas de Espuma: 2014) ISBN 978-84-8393-159-2
- Fábrica de prodigios (Páginas de Espuma). Premio de la Crítica de Castilla y León en 2020.[11]

#### Antologías de cuentos
- Siglo XXI. Los nuevos nombres del cuento español actual. Antólogo: Fernando Valls (Menoscuarto, 2010).
- Pequeñas resistencias 5. Antólogo: Andrés Neuman (Páginas de Espuma, 2010).
- Tardes de Año Nuevo. Antólogo: Francisco José Gómez (Ediciones Encuentro, 2023).[6]

### Obra académica
- Autores en la oficina del impresor, Boletín de la Real Academia Española, ISSN 0210-4822, Tomo 79, Cuaderno 277, 1999, pp. 249-266
- Juan Benito Guardiola en al librería del Conde de Gondomar. Nuevas aportaciones a su biografía y a la escritura de la Historia de San Benito el Real de Sahagún, ISBN 84-7719-870-5, 2000, pp. 69 - 88. (Congreso Internacional dedicado a Fray Bernardino de Sahagún y su tiempo, coordinado por Jesús Paniagua Pérez y Isabel Viforcos Marinas)
- Escrituras del Western, Nueva revista de política, cultura y arte, ISNN: 1130-0426, n.º 75, 2001, pp. 150-160  (Acceso al texto completo)
- La descripción automatizada de la correspondencia del conde de Gondomar, Cuadernos de Historia Moderna, ISNN 0214-4018, 2001, pp. 187 - 201.  (Acceso al texto completo)
- Palabra de Ford, Nickel Odeon, ISSN 1135-7681, N.º 26, 2002, pp. 138-144
- Historia de la edición y de la lectura en España 1472-1914, Cuadernos de Historia Moderna, ISSN 0214-4018, n.º 29, 2004, pp. 193-196.  (Acceso al texto completo)
- La muerte de Sir Thomas Overbury y doce grabados ingleses en la librería del conde de Gondomar, Syntagma, ISSN 1695-6958, N.º 2, 2008, pp. 17-58
- Los dos narradores, el mismo Pereira. ISBN 978-84-9773-640-4, 2013, pp. 39-52 (Obra colectiva sobre el escritor Antonio Pereira editada por José Enríquez Martínez Fernández: Los dos narradores, el mismo Pereira)
- «Lectura de Pablo Andrés Escapa» [del cuento «El asturiano de Delfina» de Antonio Pereira], en Natalia Álvarez Méndez y Ángeles Encinar (ed): Antonio Pereira y 23 lectores cómplices. León: Eolas Ediciones, 2019.[12]

## Premios
| Predecesor: Tomás Sánchez Santiago | Premio de la Crítica de Castilla y León 2020 | Sucesor: Pilar Fraile |